# Rechtouni
La famille Rechtouni, Rchtouni ou Ṙštuni (en arménien Ռշտունի) est une famille de la noblesse arménienne. Ses membres prétendaient descendre des rois d'Urartu.

## Histoire
Un Manadjihr Rechtouni est cité vers 330, frère d'une Zora, citée en 335 et en 350, et qui se révolte contre le roi d'Arménie Tigrane VII, avec le prince Vacé Arçrouni. Le roi ordonne l'extermination des deux familles, mais Savasp Arçrouni et Tadjat Rechtouni en réchappent. Ce dernier est le père de Garegin Rechtouni, cité aux alentours des années 370-80.
Ce Garegin Rechtouni a épousé Hamazaspouhi Mamikonian, sœur de Vasak Ier, de Vardan Ier et de Vahan l'Apostat qui assassina cette dernière,.
Vers 445 est cité un Artak Reshtouni. Les princes Rechtouni possédaient des terres dans la province du Vaspourakan : le Rechtounik, au sud du lac de Van, et le Bznounik, au nord du même lac, obtenu des Arsacides après l'extermination de la famille Bznouni. Ils sont le plus souvent partisans des Sassanides contre les Byzantins.
La figure principale de la famille est Théodoros Rechtouni, marzban puis prince d'Arménie de 638 à 655, qui a la difficile tâche de préserver l'Arménie entre les ambitions byzantines et arabes. En effet, après la destruction de l'Empire sassanide, les incursions musulmanes en Arménie commencent en 642. Il réussit partiellement à louvoyer entre Byzance et Damas, mais finit exilé par le calife après avoir épuisé toutes ses faveurs à la fois du côté Byzantin comme du côté Arabe. 
Après Théodoros, la famille perd de l'importance, devient vassale des Arçrouni et perd le Bzounik au profit des Mamikonian. Vard Rechtouni est encore cité en 705.